# Краб Орчард (Тенеси)
Краб Орчард (енгл. Crab Orchard) град је у америчкој савезној држави Тенеси.

## Демографија
По попису из 2010. године број становника је 752, што је 86 (-10,3%) становника мање него 2000. године.
| Група             | 2000.       | 2010.       |
| Белци             | 830 (99,0%) | 736 (97,9%) |
| Афроамериканци    | 0 (0,0%)    | 2 (0,3%)    |
| Азијати           | 0 (0,0%)    | 2 (0,3%)    |
| Хиспаноамериканци | 3 (0,4%)    | 7 (0,9%)    |
| Укупно            | 838         | 752         |